# Saint-Philbert-des-Champs

Saint-Philbert-des-Champs este o comună în departamentul Calvados, Franța. În 1 ianuarie 2022 avea o populație de 650 de locuitori.